# Acanthurus nigricauda

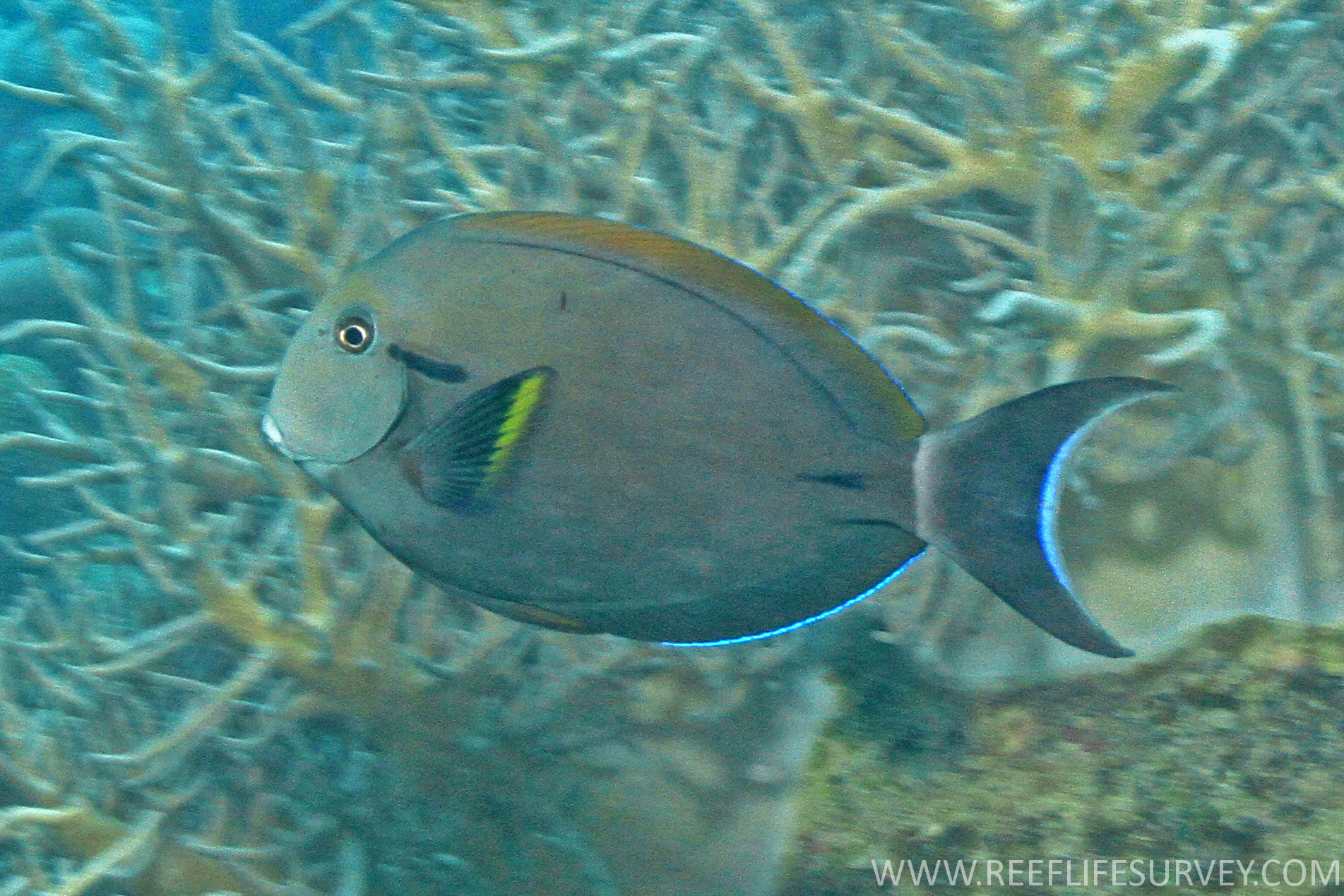
Acanthurus nigricauda en la Gran Barrera de Arrecifes australiana.

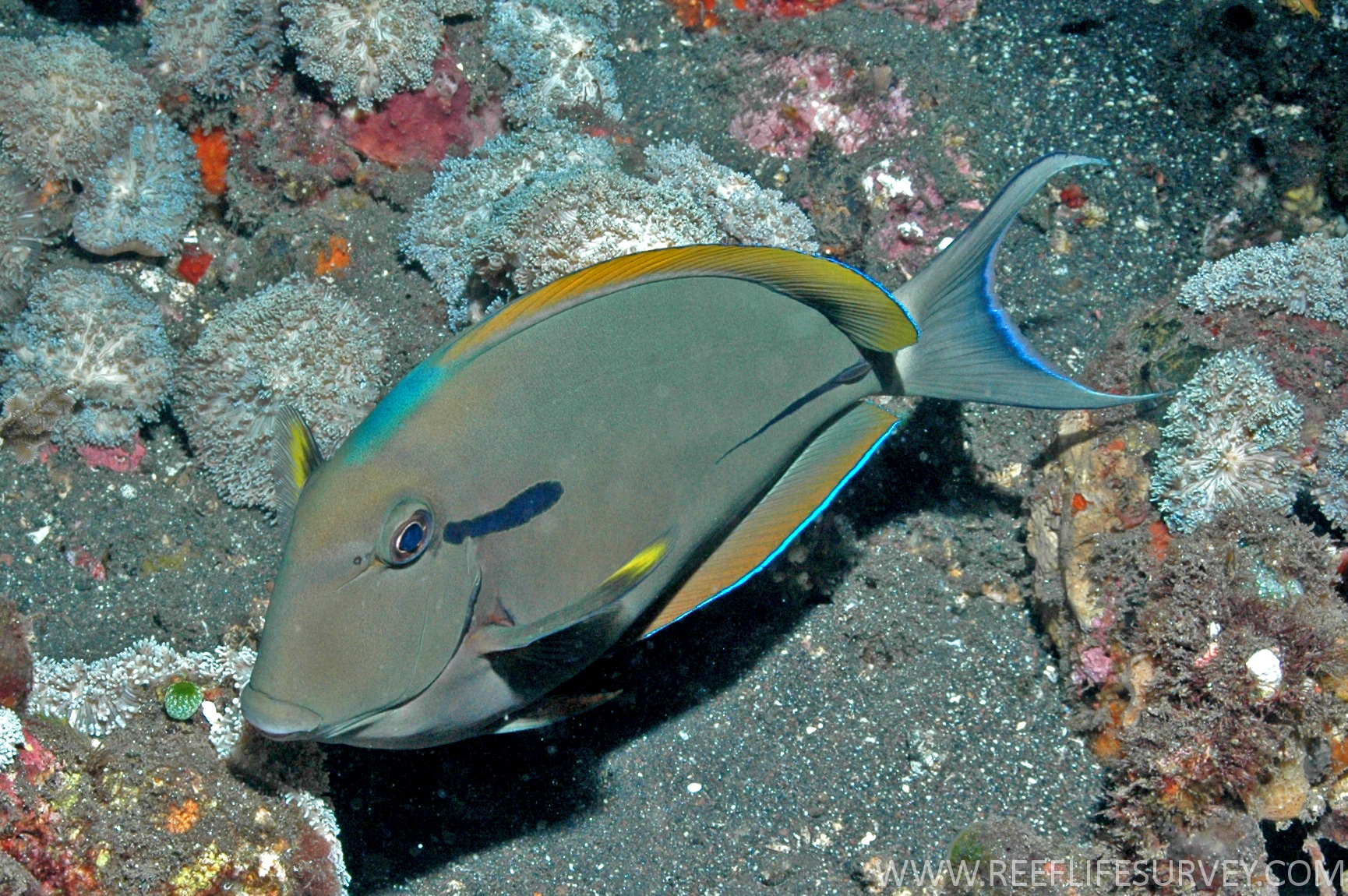
Acanthurus nigricauda en Tulamben, Bali, Indonesia.

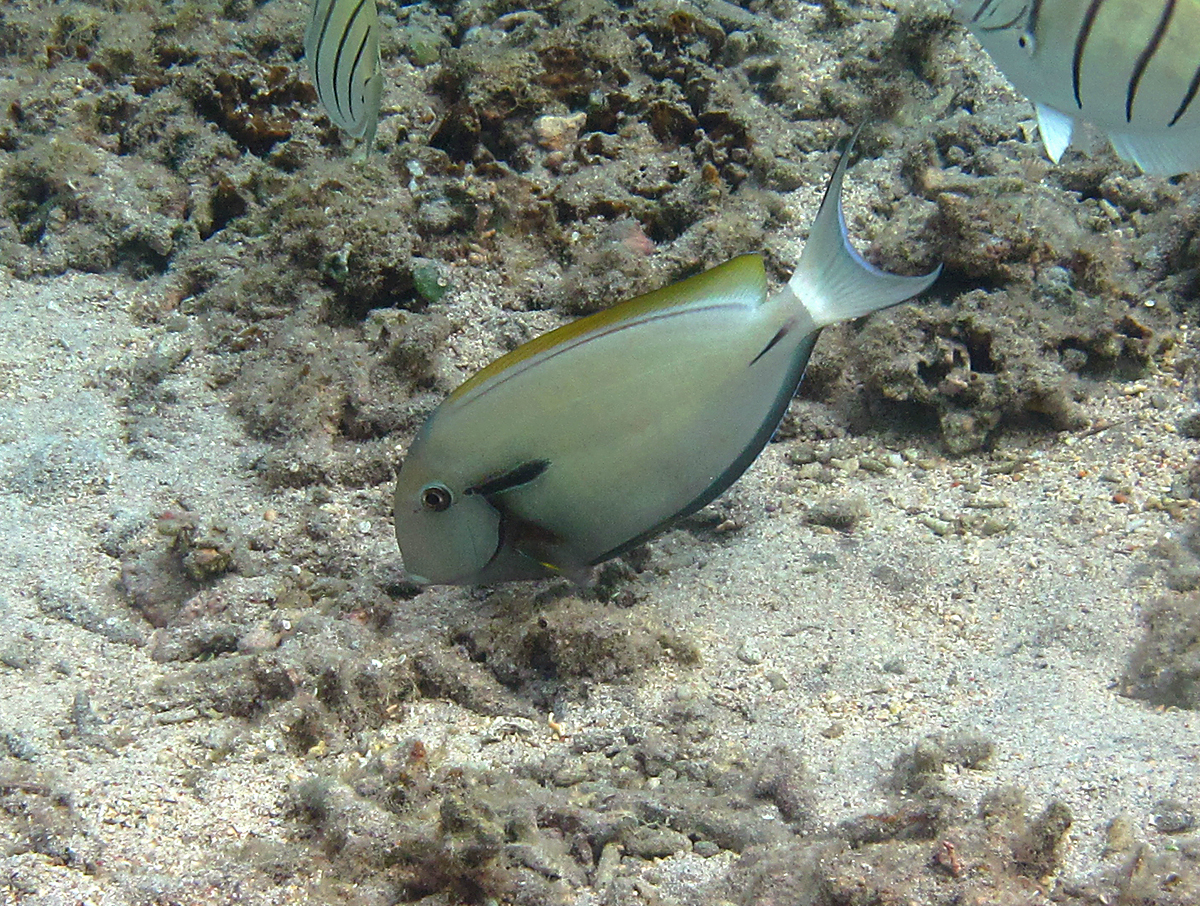
Acanthurus nigricauda en Reunión, Francia.

Acanthurus nigricauda es una especie de pez cirujano de la familia Acanthuridae. Su nombre más común en inglés es Blackstreak surgeonfish, o cirujano de trazo negro, debido a las dos manchas negras horizontales en su cuerpo, una situada a continuación del ojo y la otra cubriendo la espina del pedúnculo caudal.

## Morfología
Posee la morfología típica de su familia, cuerpo comprimido lateralmente y ovalado. La boca es pequeña, protráctil y situada en la parte inferior de la cabeza. El hocico es grande. Tiene 9 espinas y 25 a 28 radios blandos dorsales; 3 espinas y entre 23 y 26 radios blandos anales.
Como todos los peces cirujano, de ahí les viene el nombre común, tiene 2 espinas extraíbles en el pedúnculo caudal, que usa para defenderse o dominar. En su caso, cubiertas por una fina mancha negra.

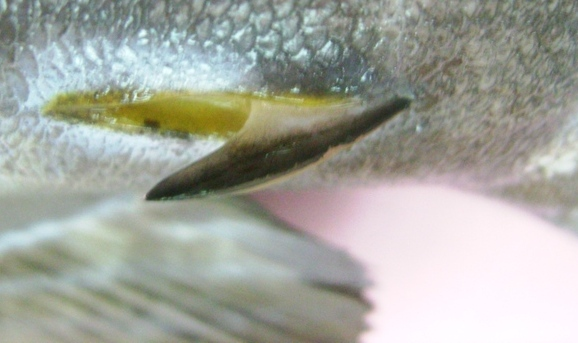
Espina del pedúnculo caudal
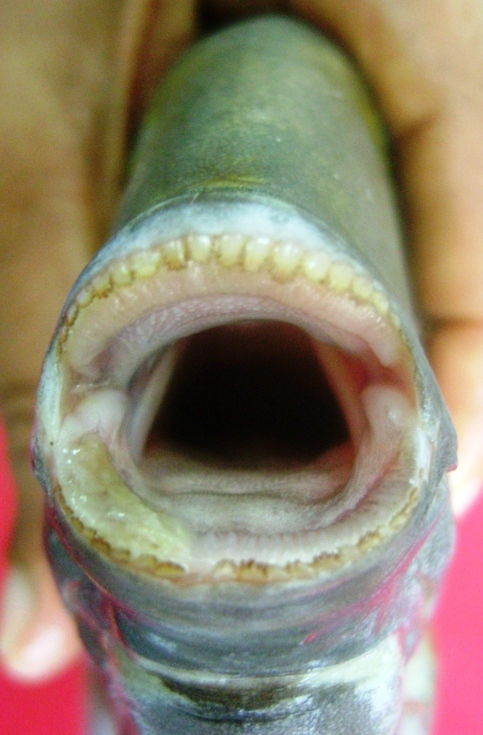
Detalle de dentadura herbívora de la especie emparentada Acanthurus xanthopterus

Lo más distintivo de esta especie son dos manchas negras, una situada detrás del ojo, y la otra, más estrecha, cubriendo la espina del pedúnculo caudal. Su coloración base es marrón. Las aletas dorsal y anal son amarillas y tienen el margen exterior ribeteado en azul claro. La aleta caudal está también ribeteada en azul claro. El tercio exterior de la aleta pectoral es amarillo.
Alcanza los 40 cm de largo.

## Hábitat y distribución
Habita fondos interiores de bahías y lagunas con sustratos arenosos, más que en arrecifes, como la mayoría de las especies del género. Ocurren en solitario y en pequeños grupos.
Su rango de profundidad está entre 1 y 30 m, usualmente entre 2 y 15 m. El rango de temperatura conocido en el que se localiza es tropical, y está entre 25.24 y 29.06 °C.
Se distribuye en el océano Indo-Pacífico. Es especie nativa de Australia; Birmania; Brunéi Darussalam; Camboya; Cocos; Comoros; Islas Cook; Filipinas; Fiyi; Guam; India; Indonesia; Japón; Kenia; Kiribati; Madagascar; Malasia; Maldivas; Islas Marianas del Norte; Islas Marshall; Mauricio; Mayotte; Micronesia; Mozambique; Nauru; Isla Navidad; Nueva Caledonia; Niue; Palaos; Papúa Nueva Guinea; Polinesia; Reunión; Samoa; Seychelles; Singapur;  Islas Salomón; Somalia; Isla Spratly; Sri Lanka; Sudáfrica; Taiwán; Tailandia; Tanzania; Timor-Leste; Tokelau; Tonga; Tuvalu; Vanuatu; Vietnam, y Wallis y Futuna.

## Alimentación
Se alimenta de la película de algas que recubre los fondos arenosos de áreas protegidas de corrientes. En su tracto digestivo se encuentran detritos orgánicos y sedimentos calcáreos, junto a algas.

## Reproducción
No presentan dimorfismo sexual aparente. Tan solo, las hembras son de mayor tamaño. Son monógamos, ovíparos y de fertilización externa. No cuidan a sus crías. Desovan en pareja.
Los huevos son pelágicos, de 1 mm de diámetro, y contienen una gotita de aceite para facilitar la flotación. En 24 horas, los huevos eclosionan larvas pelágicas translúcidas, llamadas Acronurus. Son plateadas, comprimidas lateralmente, con la cabeza en forma de triángulo, grandes ojos y prominentes aletas pectorales. Cuando se produce la metamorfosis del estado larval al juvenil, mutan su color plateado a marrón y las formas de su perfil se redondean. 
Cuando coincide en un área de distribución, hibrida con la especie emparentada Acanthurus olivaceus, como en las islas Marshall.